# Parco nazionale della penisola dei Curi
Il parco nazionale della penisola dei Curi (in russo Национальный парк «Куршская коса», Nacional'nyj park «Kuršskaja kosa») è un'area protetta della Russia. La penisola dei Curi (o di Neringa) è una stretta striscia ricurva di dune sabbiose lunga un centinaio di chilometri che separa il mar Baltico a ovest dalla laguna dei Curi  - un grande bacino d'acqua dolce - a est. A metà della penisola corre il confine tra Russia e Lituania, ed entrambi i paesi la tutelano con parchi nazionali. La parte russa ricade entro i confini del rajon di Zelenogradsk dell'oblast' di Kaliningrad. L'intera regione è un sito patrimonio dell'umanità dell'UNESCO condiviso dai due paesi.

## Geografia
Il parco nazionale copre i 41 km meridionali della penisola, tra il confine lituano a nord e le dune della penisola della Sambia a sud; la sua larghezza varia da 0,4 a 4 km. Le dune si formarono sulla morena glaciale lasciata dalla ritirata dei ghiacciai intorno a 17000 anni fa e oggi raggiungono un'altezza media di 35 m. L'ambiente naturale è piuttosto diversificato, con spiagge, dune, alcune zone umide, prati e boschi. La penisola dei Curi è il secondo cordone dunale più lungo del mondo, dopo la striscia di Arabat, lunga 110 km, nel mar d'Azov. L'acqua della laguna ha una profondità media di 3,7 metri e il suo livello si trova circa 12 cm al di sopra di quello del Baltico.

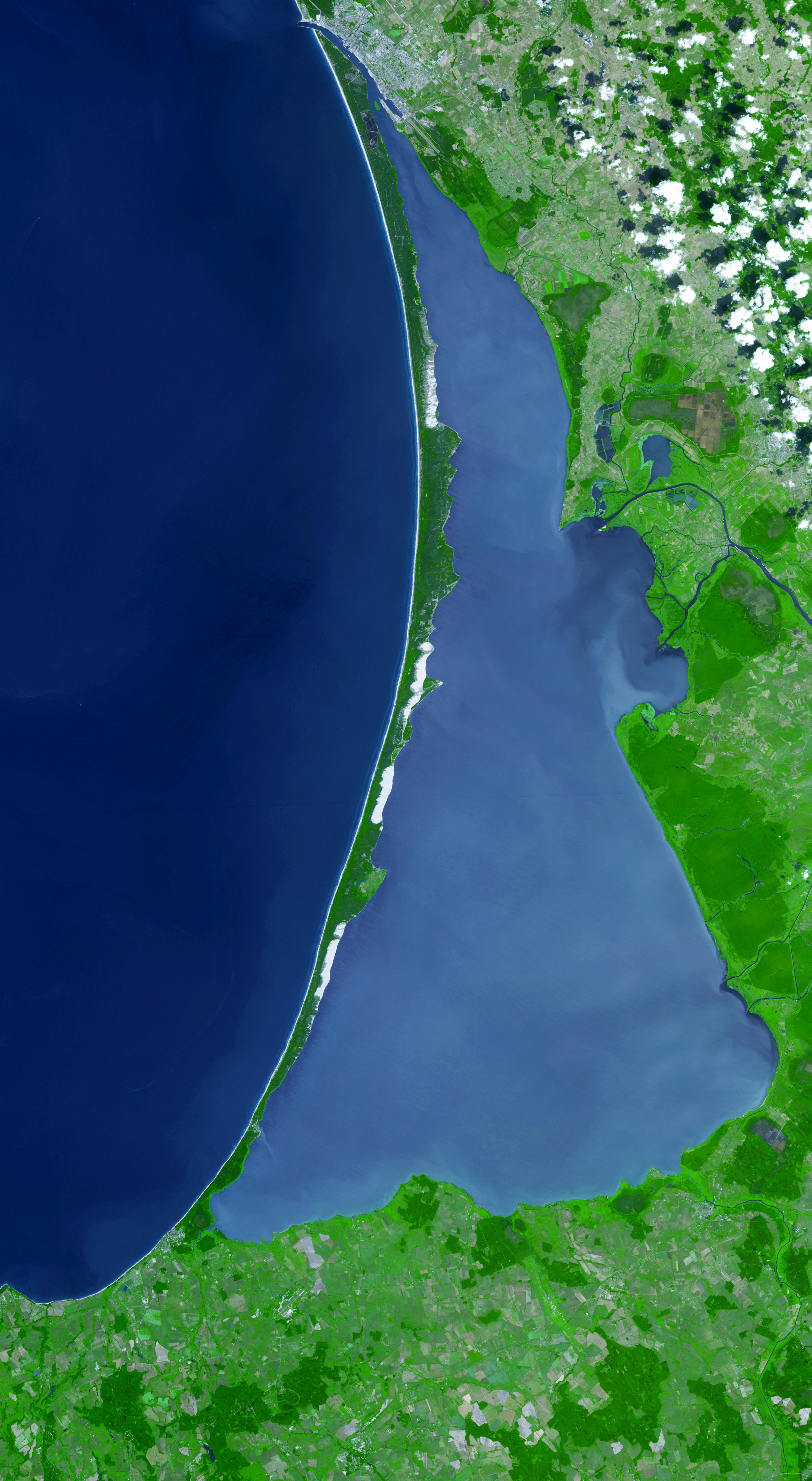
La penisola e la laguna dei Curi viste dallo spazio (2006)
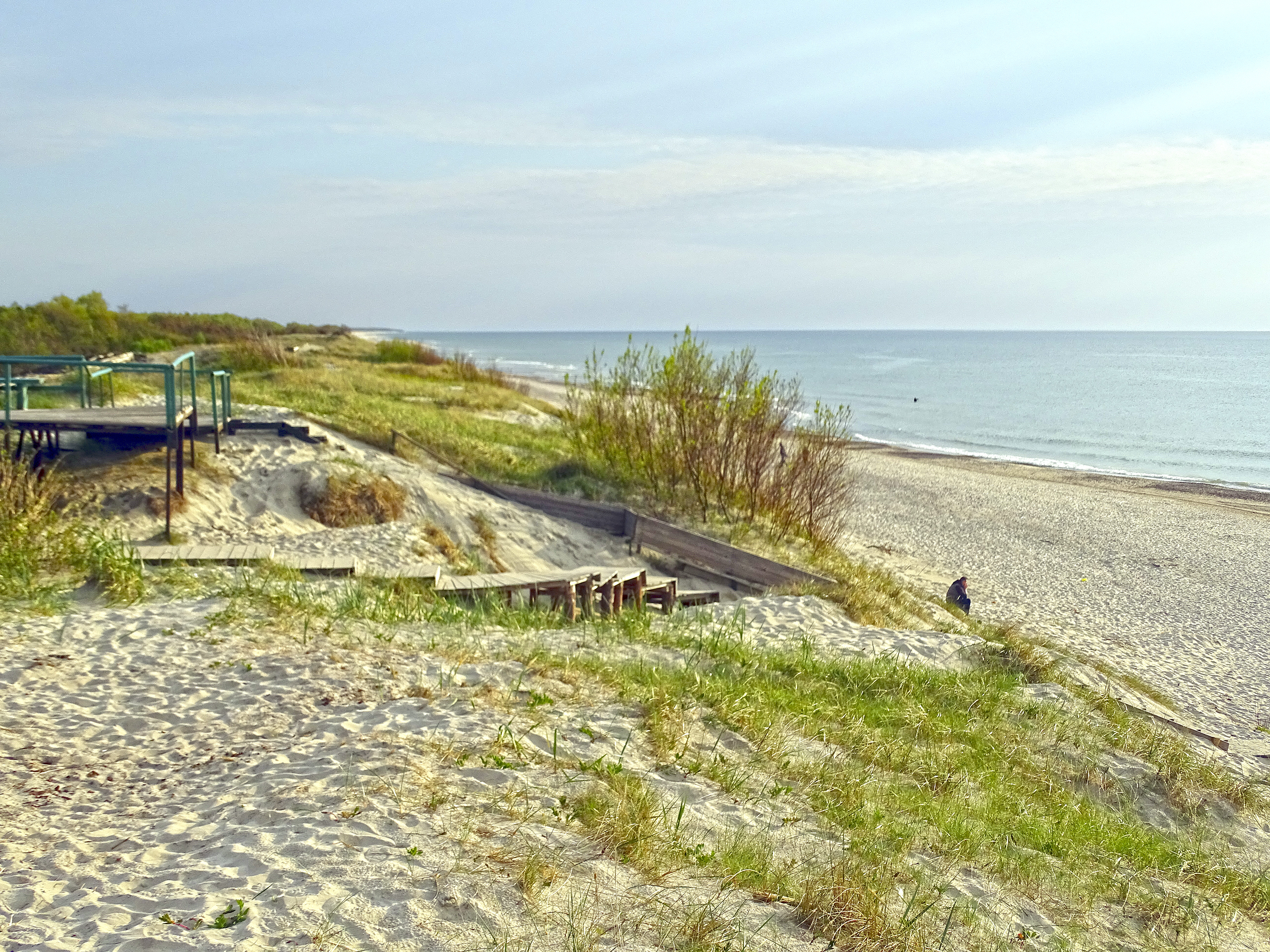
Spiaggia nel parco nazionale
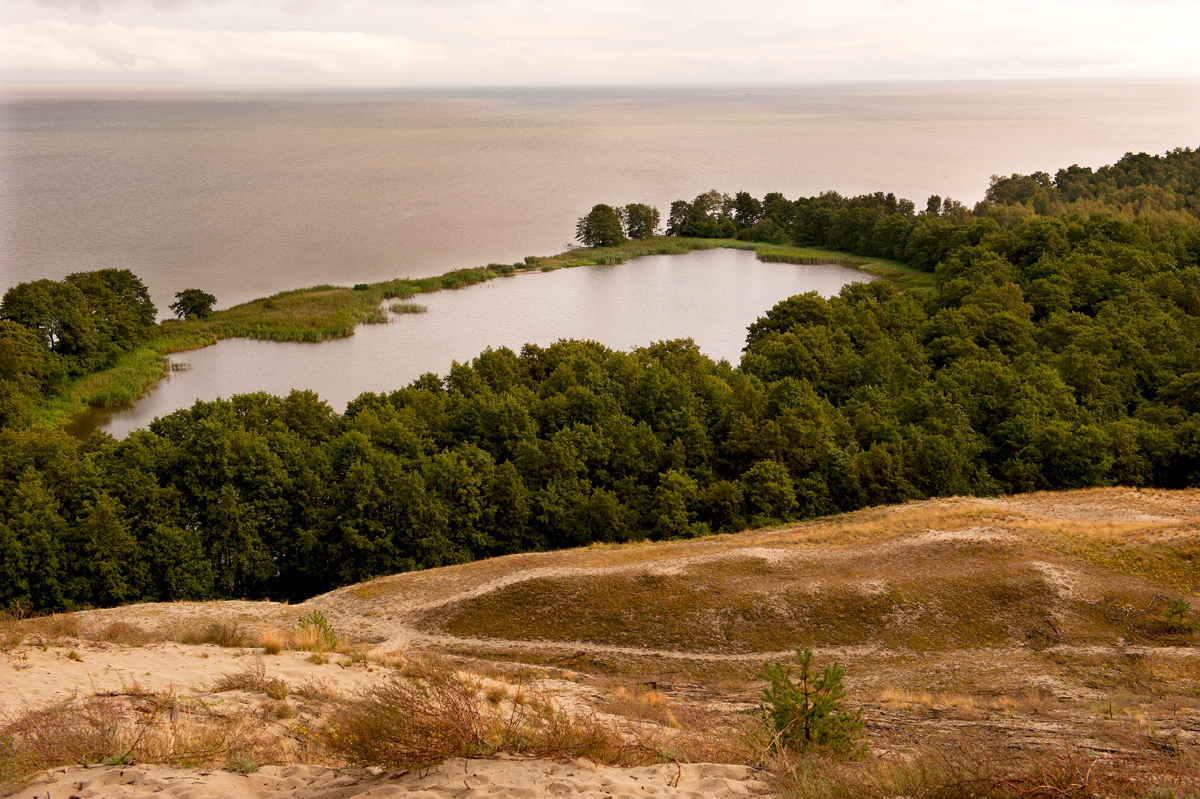
Il «lago dei cigni»
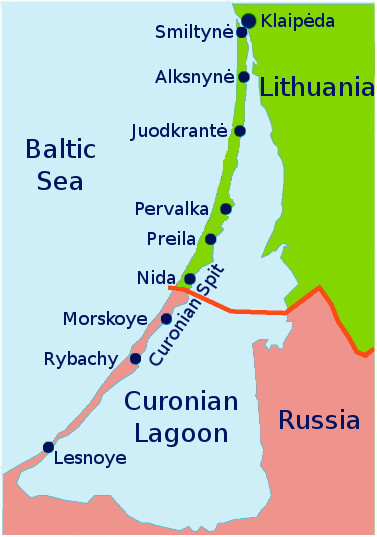
Mappa della laguna dei Curi, con la penisola a ovest
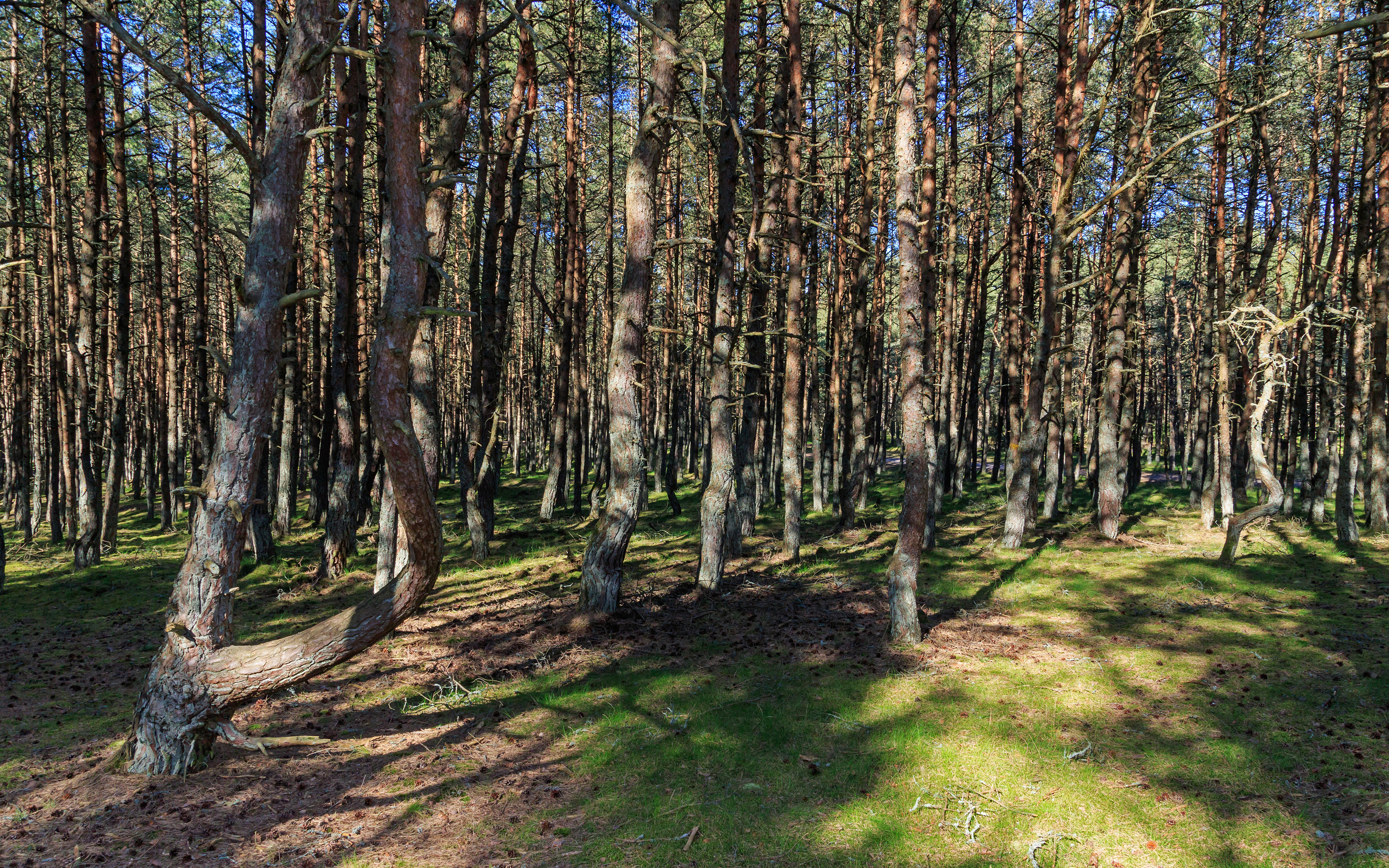
La «foresta danzante»
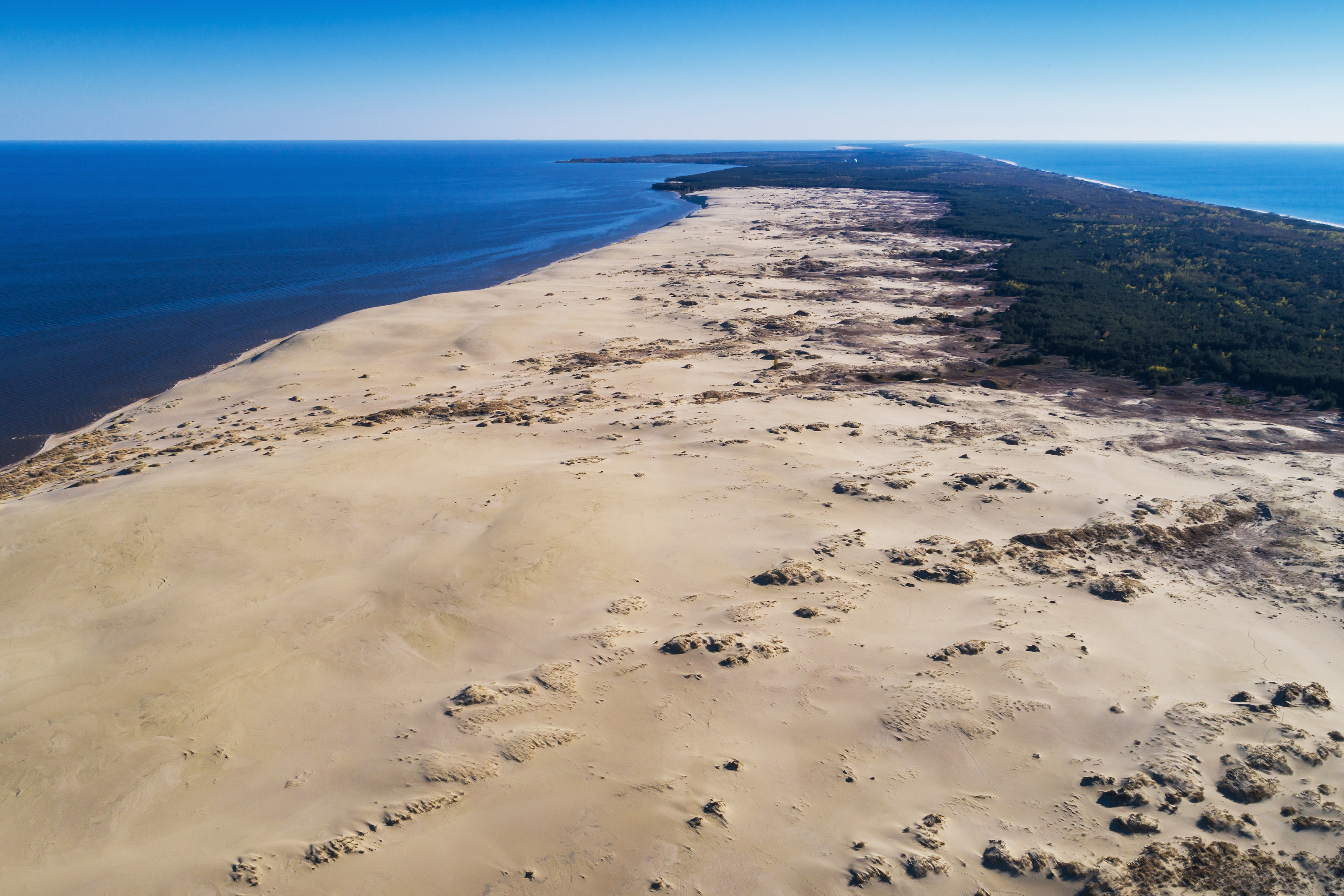
Veduta aerea della duna di Epha

## Flora e fauna
La penisola, ubicata lungo importanti rotte migratorie, offre un habitat vitale a una grande quantità di specie di uccelli e animali acquatici. Si stima che in primavera e autunno vi transitino da 10 a 20 milioni di uccelli, per un totale di non meno di 262 specie. Lo spettacolo degli sterminati stormi di aironi e cormorani che calano sulle zone umide del parco attira moltitudini di appassionati di birdwatching.
Il parco è anche dimora di 46 specie di mammiferi, tra i quali alci, volpi, cinghiali, martore, cani procione, tassi, scoiattoli rossi e castori. Su questa lunga striscia di sabbia, acquitrini salmastri e boschi anche la flora - di cui sono state finora censite 889 tra specie individuali, ibridi e varietà - è altrettanto abbondante e diversificata.
Poiché le dune della penisola sono fra le maggiormente mobili d'Europa, assumono vitale importanza le iniziative di entrambi i parchi nazionali per stabilizzarle attraverso interventi di consolidamento e riforestazione.